# Egnach
Egnach es una comuna suiza del cantón de Turgovia, situada en el distrito de Arbon. Limita al norte con la comuna de Salmsach, al este con el lago de Constanza y las comunas de Eriskirch (GER-BW) y Friedrichshafen (GER-BW), al sur con Arbon, Roggwil y Häggenschwil (SG), y al oeste con Muolen (SG) y Amriswil.

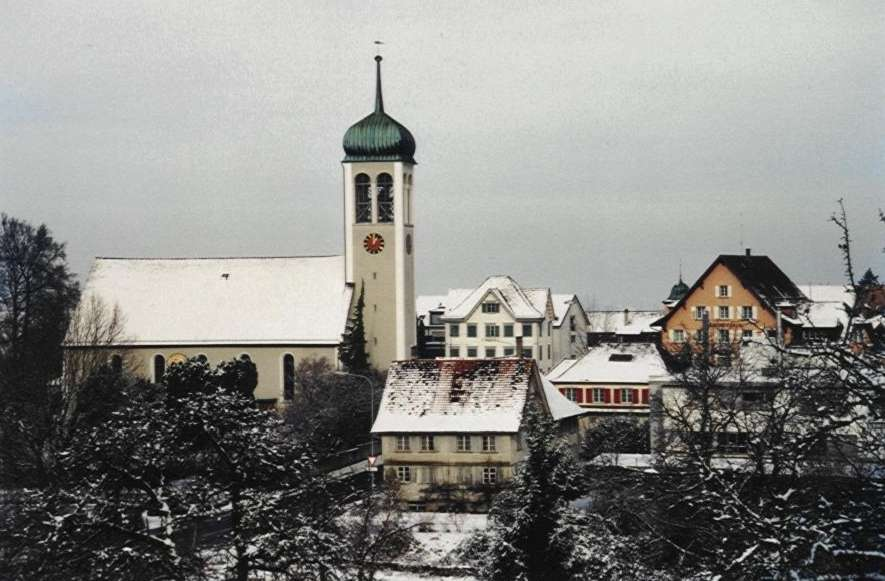
Iglesia de Egnach.